# Jan Zalewa
Jan Zalewa (ur. 30 czerwca 1940 w Borowie, zm. 11 września 2023) – polski ekonomista, doktor habilitowany nauk ekonomicznych, emerytowany profesor nadzwyczajny UMCS.

## Życiorys
W 1954 ukończył szkołę podstawową w Borowie, a w 1959 Technikum Rolniczo-Chmielarskie w Krasnymstawie. W 1964 ukończył studia w Szkole Głównej Planowania i Statystyki. W 1965 został zatrudniony na stanowisku asystenta w nowo utworzonym Wydziale Ekonomicznym UMCS, był jednym z pierwszych pracowników tego wydziału. W 1971 na Wydziale Ekonomicznym UMCS otrzymał stopień doktora nauk ekonomicznych za pracę pt. Relacje ziemia-praca-majątek produkcyjny w indywidualnej gospodarce chłopskiej, a w 1976 na tymże wydziale stopień doktora habilitowanego nauk ekonomicznych za pracę pt. Związki rolnictwa z przemysłem wytwarzającym środki do produkcji rolnej. W 1977 otrzymał stanowisko docenta, a w 1991 profesora nadzwyczajnego. W 1977 został kierownikiem Zakładu Ekonomiki Rolnictwa (w 1983 został przekształcony na Zakład Ekonomiki Rolnictwa i Gospodarki Żywnościowej). W latach 1978–1981 oraz 1984–1987 był prodziekanem, a w latach 1990–1993 dziekanem Wydziału Ekonomicznego UMCS. Był też zatrudniony w Wyższej Szkole Biznesu i Przedsiębiorczości w Ostrowcu Świętokrzyskim.
W latach 1966–1975 był sekretarzem Sekcji Komitetu Badań Regionów Uprzemysławianych Polskiej Akademii Nauk. W latach 1977–1985 był członkiem Rady Naukowej Instytutu Ekonomiki Rolnictwa i Gospodarki Żywnościowej, a w latach 1981–1983 – członkiem Komitetu Nauk Ekonomicznych PAN, a w latach 1996–2002 – członkiem Komitetu Ekonomiki Rolnictwa PAN. Od 1987 członek rzeczywisty Lubelskiego Towarzystwa Naukowego. W latach 1985–1988 był członkiem Rady Programowej „Problemów Ekonomicznych” – miesięcznika wydawanego przez Zarząd Oddziału Polskiego Towarzystwa Ekonomicznego w Krakowie.
Był członkiem Związku Młodzieży Wiejskiej, a od 1961 Zjednoczonego Stronnictwa Ludowego. W czasie studiów był prezesem uczelnianego komitetu ZSL, a następnie tę samą funkcję pełnił na UMCS. W 1984 uchwałą Plenum NK ZSL został członkiem Komisji Polityki Gospodarczej.

## Odznaczenia
Za osiągnięcia naukowo-dydaktyczne był dwukrotnie wyróżniany nagrodą III stopnia Ministra Nauki Szkolnictwa Wyższego i Techniki (1972, 1977). Kilkukrotny laureat nagrody rektora za pracę dydaktyczną i organizacyjną. W 1981 otrzymał Medal „Nauka w Służbie Ludu”, a w 1995 Medal Komisji Edukacji Narodowej. W 1975 otrzymał Złotą Odznakę Honorową Polskiego Towarzystwa Ekonomicznego. Otrzymał też najwyższe odznaczenia państwowe – w 1980 Złoty Krzyż Zasługi, a w 1988 Krzyż Kawalerski Orderu Odrodzenia Polski.